# Turgay Şeren
Turgay Şeren (Ancara, 15 de maio de 1932 - Istambul, 6 de julho de 2016) foi um futebolista e treinador turco que atuava como goleiro.

## Carreira

### Como jogador
Na sua carreira defendeu somente o Galatasaray de 1947 e 1966, e a seleção turca de 1950 a 1966, participando da Copa do Mundo de 1954. Pelo clube turco possui mais de 600 partidas disputadas.

### Como treinador
Como técnico, nas décadas de 60 e 70, Turgay treinou somente clubes turcos em especial o Galatasaray de 1979 a 1980.

## Morte
Morreu em 6 de julho de 2016, aos 84 anos.

## Títulos
- Super Lig: 1961–1962, 1962–1963
- Copa da Turquia: 1962–1963, 1963–1964, 1964–1965, 1965–1966
- Istanbul Football League: 1948–1949, 1954–1955, 1955–1956, 1957–1958